# Traumanetzwerk DGU
Das Traumanetzwerk DGU (Eigenschreibweise: TraumaNetzwerk DGU) der Deutschen Gesellschaft für Unfallchirurgie (DGU) hat das Ziel, bundesweit Netzwerke zwischen kompetenten Einrichtungen zur interdisziplinären Versorgung von Schwerverletzten zu bilden. Das Traumanetzwerk DGU ist eine eingetragene Marke und besteht aus einzelnen regionalen Traumanetzwerken.

## Entstehungsgeschichte
Für Deutschland wird die jährliche Zahl schwerverletzter Patienten (Injury Severity Score ≥ 16) mit ca. 33.000 bis 35.000 beziffert. 
Zur flächendeckenden Standardisierung, Sicherung der Behandlungsqualität und Optimierung der Behandlung schwerverletzter Patienten in Deutschland hat die Deutsche Gesellschaft für Unfallchirurgie (DGU) im Jahr 2006 das Projekt Traumanetzwerk DGU ins Leben gerufen.

## Einrichtungen
Im „Weißbuch Schwerverletztenversorgung“ der DGU sind die Standards zur Ausstattung, Organisation und Qualitätssicherung der interdisziplinären Schwerverletztenversorgung entsprechend der wissenschaftlichen Evidenz beschrieben. Das „Weißbuch Schwerverletztenversorgung“ wurde im Jahr 2012 umfassend revidiert.
Die in einem regionalen Traumanetzwerk zusammenarbeitenden Kliniken (überregionale, regionale und lokale Traumazentren) müssen sich durch bestimmte Ausstattungsmerkmale (Schockraum, Hubschrauberlandeplatz, Computertomographie, Not-OP, Intensivstation, Blutbank etc.) sowie durch die ausgewiesene Fachqualität und 24-stündige Verfügbarkeit notwendiger Fachkompetenz in der Versorgung Schwerverletzter in den relevanten Bereichen (u. a. unfallchirurgische Fachabteilung, Schockraumteam etc.) auszeichnen. Neben der Struktur-, Ergebnis- und Prozessqualität in der Versorgung von Schwerverletzten jeder einzelnen Klinik wird eine enge organisatorische und fachliche Kooperation der Kliniken in einem regionalen Traumanetzwerk gefordert (Regelung der Zu- und Rückverlegung von Schwerverletzten, gemeinsame Qualitätszirkel, definierte Kommunikation mit Rettungsdiensten und teilnehmenden Kliniken).
Die Einhaltung der geforderten strukturellen, personellen und apparativen Qualitätsmerkmale wird anhand sogenannter Auditierungen (Vorort-Überprüfungen) bzw. Reauditierungen (nach 3 Jahren) der Kliniken und einer abschließenden Zertifizierung des jeweiligen regionalen Traumanetzwerkes durch ein unabhängiges qualifiziertes Zertifizierungsunternehmen sichergestellt (DIOcert). Im Datensystem des Traumanetzwerks DGU sind (Stand 2014) die Daten und Informationen von ca. 800 (unfall-)chirurgischen Kliniken und Abteilungen gespeichert. Stand 2017 sind 649 Kliniken aus Deutschland, Österreich, Schweiz, Niederlande, Belgien und Luxemburg in 54 Netzwerken organisiert. Damit ist die Bundesrepublik bis auf wenige Regionen flächenmäßig durch regionale Traumanetzwerke abgedeckt. Alle behandlungsrelevanten Daten schwerverletzter Patienten werden dabei zur wissenschaftlichen Auswertung und zur Dokumentation der Behandlungsqualität im TraumaRegister DGU gesammelt.

## Traumaregister DGU
Die Ergebnis- und Qualitätserfassung im Traumanetzwerk DGU wird durch das Traumaregister gesichert. In einer für das Qualitätsmanagement reduzierten Form werden 40 Parameter pro Patient zur Abbildung der Versorgungsqualität erfasst (im Rahmen der Originalversion werden zu wissenschaftlichen Zwecken wesentlich mehr als 200 Parameter erfasst). Die Datenerfassung erfolgt online. Nach zentraler Auswertung im Benchmarking wird sie den einzelnen Kliniken und Traumanetzwerken zur Beratung und Optimierung ihrer Behandlungsqualität online (jederzeit von der Klinik abrufbar) zur Verfügung gestellt.